# بلو أش
بلو أش (أوهايو) (بالإنجليزية: Blue Ash, Ohio)‏ هي مدينة تقع في الولايات المتحدة في مقاطعة هاملتون، أوهايو. يقدر عدد سكانها بـ 12,114 نسمة ومساحتها 19.66 كم2 ووترتفع عن سطح البحر 258 متر.

## التركيبة السكانية
قام مكتب تعداد الولايات المتحدة بتحديد بيانات التركيبة السكانية لبلو أشفي تعداد الولايات المتحدة. في ما يلي، التركيبة السكانية حسب تعدادي 2000 و2010.

### تعداد عام 2000
بلغ عدد سكان بلو أش 12,513 نسمة بحسب تعداد عام 2000، وبلغ عدد الأسر 4,990 أسرة وعدد العائلات 3,468 عائلة مقيمة في المدينة. في حين سجلت الكثافة السكانية 1,634.6 نسمة لكل ميل مربع (631.1/كم2). وبلغ عدد الوحدات السكنية 5,251 وحدة بمتوسط كثافة قدره 686.0 نسمة لكل ميل مربع (264.9/كم2).
وتوزع التركيب العرقي للمدينة بنسبة 87.09% من البيض و 0.25% من الأمريكيين الأصليين و 6.39% من الأمريكيين ذوي الأصول الآسيوية و 0.02% من سكان جزر المحيط الهادئ و 5.01% من الأمريكيين الأفارقة و 0.96% من عرقين مختلطين أو أكثر.
بلغ عدد الأسر 4,990 أسرة كانت نسبة 32.7% منها لديها أطفال تحت سن الثامنة عشر تعيش معهم، وبلغت نسبة الأزواج القاطنين مع بعضهم البعض 57.2% من أصل المجموع الكلي للأسر، ونسبة 9.4% من الأسر كان لديها معيلات من الإناث دون وجود شريك، وكانت نسبة 30.5% من غير العائلات. تألفت نسبة 25.3% من أصل جميع الأسر من أفراد ونسبة 8.4% كانوا يعيش معهم شخص وحيد يبلغ من العمر 65 عاماً فما فوق. وبلغ متوسط حجم الأسرة المعيشية 3.01، أما متوسط حجم العائلات فبلغ 2.48.
بلغ العمر الوسطي للسكان 39 عاماً. وكانت نسبة 25.4% من القاطنين تحت سن الثامنة عشر، وكانت نسبة 6.4% بين الثامنة عشر والأربعة وعشرون عاماً، ونسبة 27.8% كانت واقعةً في الفئة العمرية ما بين الخامسة والعشرون حتى والأربعة وأربعون عاماً، ونسبة 26.1% كانت ما بين الخامسة والأربعون حتى الرابعة والستون، ونسبة 14.2% كانت ضمن فئة الخامسة والستون عاماً فما فوق. يوجد لكل 100 أنثى 93.7 ذكر، ويوجد لكل 100 أنثى في الثامنة عشر من عمرها فما فوق 91.0 ذكر.
بلغ متوسط دخل الأسرة في المدينة 81,591 دولار، أما متوسط دخل العائلة فبلغ 88,494 دولار. وكان متوسط دخل الذكور 72,743 دولار مقابل 65,060 دولار للإناث. وسجل دخل الفرد الخاص بالمدينة 63,801 دولار. وكانت نسبة 3.8% من العائلات ونسبة 4.7% من السكان تحت خط الفقر، وكان من هؤلاء نسبة 6.8% تحت سن الثامنة عشر ونسبة 2.9% في الخامسة والستين من العمر وما فوق.

### تعداد عام 2010
بلغ عدد سكان بلو أش 12,114 نسمة بحسب تعداد عام 2010، وبلغ عدد الأسر 5,015 أسرة وعدد العائلات 3,404 عائلة مقيمة في المدينة. في حين سجلت الكثافة السكانية 1,598.2 نسمة لكل ميل مربع (617.1/كم2). وبلغ عدد الوحدات السكنية 5,360 وحدة بمتوسط كثافة قدره 707.1 لكل ميل مربع (273.0/كم2).
وتوزع التركيب العرقي للمدينة بنسبة 79.9% من البيض و 0.2% من الأمريكيين الأصليين و 10.6% من الأمريكيين ذوي الأصول الآسيوية و 6.5% من الأمريكيين الأفارقة و 2.1% من عرقين مختلطين أو أكثر.
بلغ عدد الأسر 5,015 أسرة كانت نسبة 31.1% منها لديها أطفال تحت سن الثامنة عشر تعيش معهم، وبلغت نسبة الأزواج القاطنين مع بعضهم البعض 53.7% من أصل المجموع الكلي للأسر، ونسبة 10.4% من الأسر كان لديها معيلات من الإناث دون وجود شريك، بينما كانت نسبة 3.8% من الأسر لديها معيلون من الذكور دون وجود شريكة وكانت نسبة 32.1% من غير العائلات. تألفت نسبة 26.7% من أصل جميع الأسر من أفراد ونسبة 10.3% كانوا يعيش معهم شخص وحيد يبلغ من العمر 65 عاماً فما فوق. وبلغ متوسط حجم الأسرة المعيشية 2.91، أما متوسط حجم العائلات فبلغ 2.40.
بلغ العمر الوسطي للسكان 41.6 عاماً. وكانت نسبة 22.7% من القاطنين تحت سن الثامنة عشر، وكانت نسبة 6.6% بين الثامنة عشر والأربعة وعشرون عاماً، ونسبة 24.8% كانت واقعةً في الفئة العمرية ما بين الخامسة والعشرون حتى والأربعة وأربعون عاماً، ونسبة 30.6% كانت ما بين الخامسة والأربعون حتى الرابعة والستون، ونسبة 15.4% كانت ضمن فئة الخامسة والستون عاماً فما فوق. وتوزع التركيب الجنسي للسكان بنسبة 49.0% ذكور و51.0% إناث.

## المدن التوأمة
مدينة إلميناو (Ilmenau) هي مدينة توأمة لـبلو أش (أوهايو).